# Steirisches Vulkanland

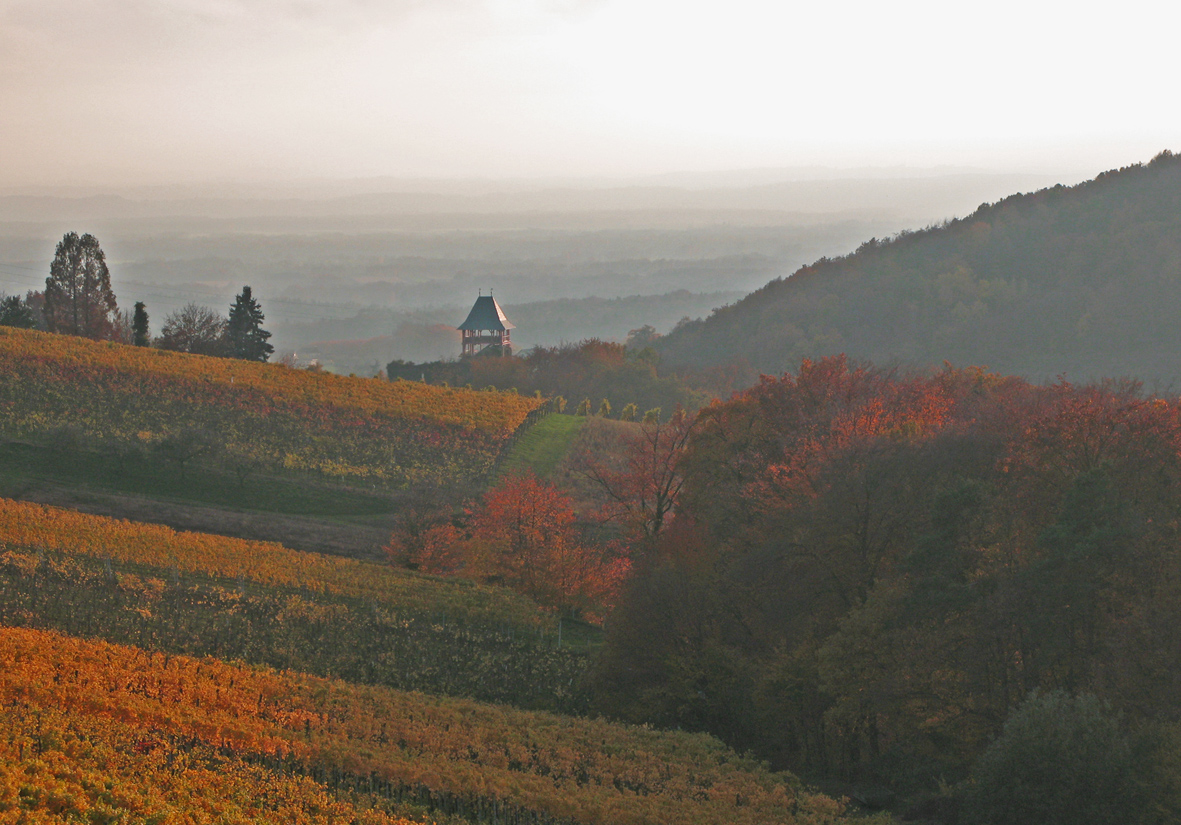
Klöch im Südsteirischen Vulkanland – spätherbstliche Weinhänge im letzten Sonnenlicht

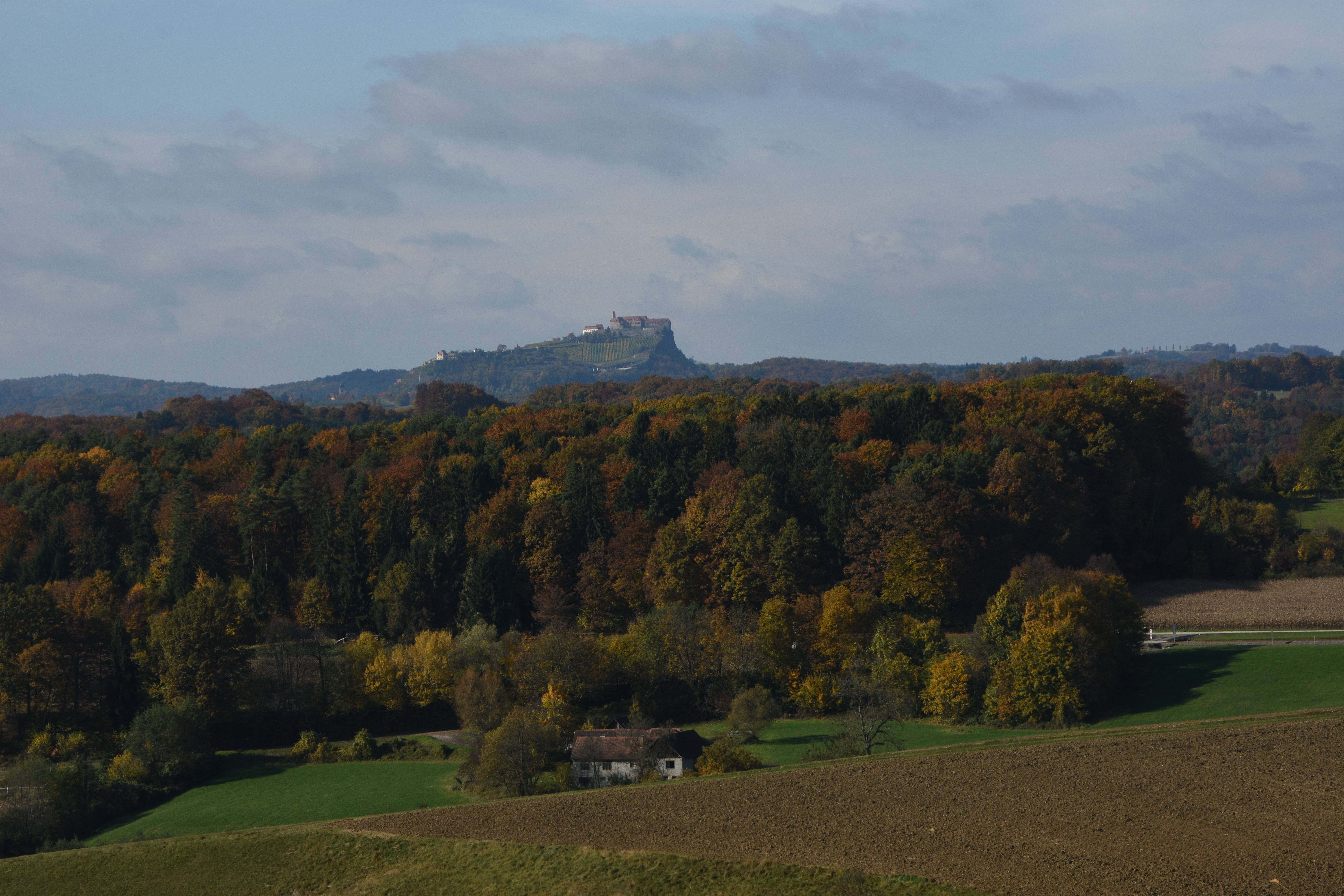
Für das Symbol Steirisches Vulkanland

Steirisches Vulkanland ist ein Marketingbegriff aus der Tourismusbranche und bezeichnet eine aus 33 Gemeinden bestehende Region im Südosten Österreichs.

## Geschichte
37 Gemeinden aus dem südöstlichen Raum der Steiermark in den Bezirken Südoststeiermark, Hartberg-Fürstenfeld und Weiz haben sich im Verein zur Förderung des Steirischen Vulkanlandes zusammengeschlossen. Mit Förderung durch das LEADER+-Programm der Europäischen Union soll versucht werden, die Wirtschaft und den Zusammenhalt der Region zu stärken.
Die Bezeichnung Steirisches Vulkanland leitet sich von Resten von Vulkanen ab, die in der Region heute noch als Hügel sichtbar sind. Diese stammen aus der Zeit vor etwa 17 Millionen Jahren (im Miozän) sowie aus einer jüngeren Periode des Vulkanismus vor rund 2 Millionen Jahren (Pliozän); der bekannteste davon ist der Gleichenberger Kogel.
Im April 2012 war von der Steirischen Landesregierung zunächst beschlossen worden, die Bezirke Radkersburg und Feldbach mit Wirkung vom 1. Jänner 2013 zum „Bezirk Vulkanland“ zusammenzuschließen. Nachdem sich Proteste in den betroffenen Bezirken, aber auch vonseiten der Dachmarke Steirisches Vulkanland regten, nahm die Landesregierung von diesem Plan wieder Abstand und bezeichnete die zusammengelegten Bezirke fortan als Bezirk Südoststeiermark.

## Marketing
Das Marketing rund um den Begriff konzentriert sich auf Kulinarik (was hier wächst, hat Wert), Handwerk (wir schaffen Lebensqualität), die „Region der Lebenskraft“ (zu Gast im Vulkanland) und Energie („Energievision 2025“).
Im Mai 2023 fand in Feldbach die 26. Internationale Jahrestagung GeoTop der Fachsektion Geotope und Geoparks der Deutschen Geologischen Gesellschaft – Geologische Vereinigung e. V. (DGGV) unter dem Thema Inwertsetzung der Geologie als Fundament für regionale Entwicklung statt.